# Maria Brunlehner
Maria Chantal Brunlehner, née le 9 avril 2000 à Mombasa, est une nageuse kényane.

## Carrière
Maria Brunlehner remporte aux Jeux africains de la jeunesse de 2018 à Alger deux médailles d'or (sur 50 et 100 mètres nage libre) et une médaille d'argent sur 50 mètres brasse,. 
Elle est médaillée de bronze du relais 4 x 100 mètres quatre nages aux Jeux africains de 2019 à Rabat.

## Famille
Elle est la sœur de la nageuse Sylvia Brunlehner.